# Mette Gjerskov

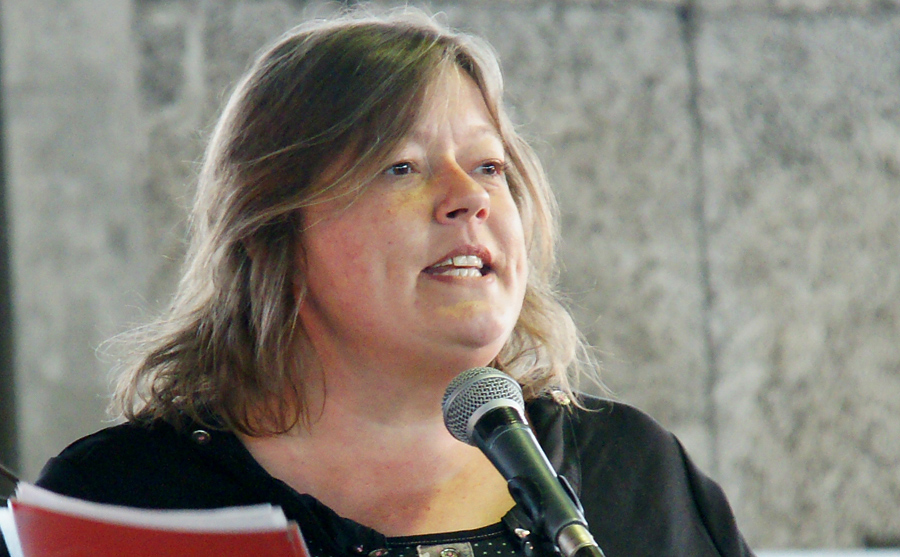
Mette Gjerskov (2011)

Mette Gjerskov (* 28. Juli 1966 in Gundsø, Gundsømagle Sogn; † 12. Juni 2023) war eine dänische Politikerin der Socialdemokraterne. Sie war vom 3. Oktober 2011 bis zum 9. August 2013 Ministerin für Ernährung, Landwirtschaft und Fischerei in der Regierung der Ministerpräsidentin Helle Thorning-Schmidt.

## Leben
Die Lehrertochter absolvierte nach dem Besuch des Amtsgymnasiums Roskilde von 1986 bis 1987 einen Kurs in den Fächern Mathematik, Physik und Chemie am Erwachsenenbildungszentrum Ballerup. Im Anschluss studierte sie von 1987 bis 1993 Agrarwissenschaften an der Königlichen Veterinär- und Landwirtschaftshochschule Kopenhagen.
Im Jahr 1995 wurde Mette Gjerskov Mitarbeiterin im Ministerium für Ernährung, Landwirtschaft und Fischerei. 1999 stieg sie zur Leiterin der Abteilung für Lebensmittelindustrie auf. Zwischen 2001 und 2004 war sie Mitarbeiterin im BioTIK-Sekretariat des Forbrugerstyrelsen, des damaligen dänischen Verbraucherschutzamts, sowie Mitglied des Kontaktausschusses für freiwillige soziale Arbeit. Im Anschluss leitete sie von 2004 bis 2005 das Zentrum für freiwillige soziale Arbeit.
Von 1994 und 2005 stand sie dem Ortsverband des Roten Kreuzes in Gundsø vor, von 1999 und 2004 wirkte sie zudem als Vizepräsidentin des Dänischen Roten Kreuzes.
Mette Gjerskov wurde bei der Folketingswahl 2005 erstmals Abgeordnete im Folketing, gewählt im Wahlkreis Roskilde Amtskreds. Seit der Folketingswahl 2007 kandidierte sie im Wahlkreis Sjællands Storkreds und war Sprecherin der Fraktion für Energie- und Klimapolitik. 2008 gehörte sie neben Lone Møller und Lise von Seelen zu den führenden Sozialdemokraten, die sich gegen ein von der eigenen Partei angeregtes Verbot von religiösen Symbolen im öffentlichen Raum aussprachen.
Am 3. Oktober 2011 wurde sie schließlich von der Ministerpräsidentin Helle Thorning-Schmidt zur Ministerin für Ernährung, Landwirtschaft und Fischerei in die neugebildete Regierung Dänemarks berufen. Zwei Jahre später musste sie ihr Amt im Zuge einer Kabinettsumbildung aufgeben.
Mette Gjerskov starb am 12. Juni 2023 im Alter von 56 Jahren.